# Théotime Blanchard
Pour les articles homonymes, voir Blanchard.

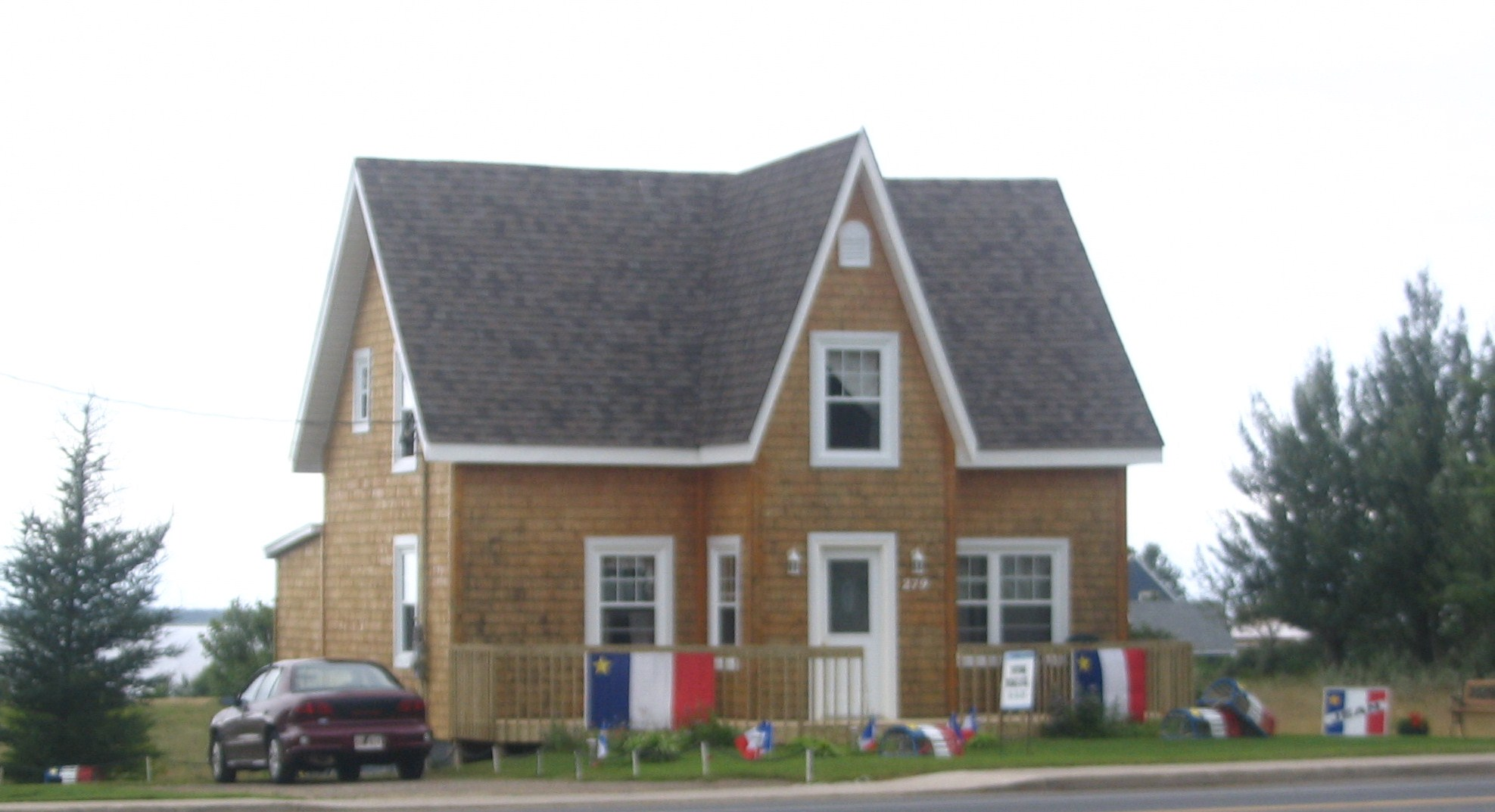
Maison de Théotime Blanchard à Caraquet, maintenant un site historique municipal.

Théotime Blanchard (Caraquet, 1844 - Bathurst, 1911) est un instituteur, commerçant, fonctionnaire et homme politique acadien.

## Biographie
Théotime Blanchard est né le 8 mai 1844 à Caraquet, au Nouveau-Brunswick.Son père est Agapit Blanchard et sa mère est une certaine Anne. Il épouse Marie Gauvin le 4 mars 1867 et le couple a quatre enfants.
Il fut élu à l'Assemblée législative du Nouveau-Brunswick en 1870. Il s'opposa à la loi des écoles en 1871 et démissionna en 1876 (voir Affaire Louis Mailloux). Il fut le premier Acadien du comté de Gloucester à être élu à la Chambre des Communes. Il fut député de Gloucester de 1894 à 1904, en tant que conservateur. Il est aussi conseiller municipal du comté de Gloucester.
Il est mort dans un accident de voiture à Bathurst le 11 mars 1911. Théotime Blanchard est inhumé au cimetière du sanctuaire Sainte-Anne-du-Bocage, à Caraquet.